# Treinadores da Sociedade Esportiva Palmeiras
Esta é uma lista cronológica de todos os treinadores da equipe masculina de futebol profissional da Sociedade Esportiva Palmeiras.

## Período indefinido
| Treinador           | Período | Principais feitos | J | V | E | D |
| ------------------- | ------- | ----------------- | - | - | - | - |
| Renzo Mangiante     | –       |                   | – | – | – | – |
| Segundo Villadóniga | –       |                   | – | – | – | – |

## Ordem cronológica
Atualizado em 17 de agosto de 2021.
Legenda:
     Treinador efetivo
     Treinador interino
 Ascensão
 Rebaixamento
| Treinador               | Período      | Principais feitos | J   | V   | E   | D   |
| ----------------------- | ------------ | --- | --- | --- | --- | --- |
| Valle                   | 1915         | | 1   | 1   | 0   | 0   |
| Bianco Spartaco Gambini | 1915 – 1923  | | –   | –   | –   | –   |
| Ricco                   | 1916         | | 1   | 0   | 0   | 1   |
| Picagli                 | 1917 – 1922  | | 17  | 11  | 5   | 1   |
| Attilio Fresia          | 1920 – 1921  | | –   | –   | –   | –   |
| Silvio Lagreca          | 1923         | | 27  | 17  | 3   | 7   |
| Amílcar Barbuy          | 1924 – 1929  | | 144 | 93  | 24  | 27  |
| Bianco Spartaco Gambini | 1927         | | –   | –   | –   | –   |
| Eugênio Medgyessy       | 1929         | | –   | –   | –   | –   |
| Emérico Hirschl         | 1929         | | 2   | 1   | 0   | 1   |
| Humberto Cabelli        | 1930         | | –   | –   | –   | –   |
| Bianco Spartaco Gambini | 1931         | | –   | –   | –   | –   |
| Eugênio Medgyessy       | 1932         | | 10  | 7   | 1   | 2   |
| Humberto Cabelli        | 1932 – 1933  | 1932: Campeão do Campeonato Paulista 1933: Campeão do Campeonato Paulista e do Torneio Rio-São Paulo | –   | –   | –   | –   |
| Ramón Platero           | 1934         | | –   | –   | –   | –   |
| Humberto Cabelli        | 1934         | Campeão do Campeonato Paulista e da Taça dos Campeões Rio-São Paulo | –   | –   | –   | –   |
| Carlos Viola            | 1935         | | 1   | 1   | 0   | 0   |
| Humberto Cabelli        | 1935         | | 105 | 72  | 19  | 14  |
| Ventura Cambón          | 1935 – 1936  | | –   | –   | –   | –   |
| Matturio Fabbi          | 1936 – 1937  | 1936: Campeão do Campeonato Paulista | 65  | 45  | 11  | 9   |
| Joaquim Loureiro        | 1938         | | 5   | 2   | 2   | 1   |
| Ramón Platero           | 1938 – 1939  | 1938: Campeão do Campeonato Paulista (edição extra) | 48  | 27  | 11  | 10  |
| Ventura Cambón          | 1938 – 1939  | | –   | –   | –   | –   |
| Ângelo Mastrandrea      | 1939         | | 27  | 19  | 4   | 4   |
| Caetano de Domenico     | 1940 – 1941  | 1940: Campeão do Campeonato Paulista | 90  | 57  | 21  | 12  |
| Mário Minervino         | 1942         | | 1   | 1   | 0   | 0   |
| Armando Del Debbio      | 1942 – 1944  | 1942: Campeão do Campeonato Paulista e da Taça dos Campeões Rio-São Paulo | –   | –   | –   | –   |
| Bianco Spartaco Gambini | 1944         | | 191 | 130 | 23  | 38  |
| Ventura Cambón          | 1944         | Campeão do Campeonato Paulista | –   | –   | –   | –   |
| Armando Del Debbio      | 1945         | | 100 | 58  | 19  | 23  |
| Osvaldo Brandão         | 1945         | | –   | –   | –   | –   |
| Ventura Cambón          | 1945         | | –   | –   | –   | –   |
| Conrado Ross            | 1946         | | 15  | 6   | 4   | 5   |
| Junqueira               | 1946         | | 12  | 8   | 3   | 1   |
| Ventura Cambón          | 1946 – 1947  | | –   | –   | –   | –   |
| Osvaldo Brandão         | 1947 – 1948  | 1947: Campeão do Campeonato Paulista e da Taça dos Campeões Rio-São Paulo | –   | –   | –   | –   |
| Ventura Cambón          | 1948         | | –   | –   | –   | –   |
| Felix Magno             | 1948         | | 17  | 8   | 3   | 6   |
| Cláudio Cardoso         | 1948         | | –   | –   | –   | –   |
| Ventura Cambón          | 1949         | | –   | –   | –   | –   |
| Jim López               | 1950         | | 41  | 22  | 14  | 5   |
| Ventura Cambón          | 1950         | Campeão do Campeonato Paulista | –   | –   | –   | –   |
| Ventura Cambón          | 1951 – 1952  | 1951: Campeão do Torneio Rio-São Paulo e da Copa Rio | –   | –   | –   | –   |
| Abel Picabéa            | 1952         | | 39  | 19  | 10  | 10  |
| Cláudio Cardoso         | 1952 – 1953  | | –   | –   | –   | –   |
| Juvenal Amarijo         | 1953         | | 1   | 1   | 0   | 0   |
| Ondino Viera            | 1953         | | 34  | 16  | 6   | 12  |
| Cláudio Cardoso         | 1953 – 1954  | | –   | –   | –   | –   |
| Ventura Cambón          | 1954         | | –   | –   | –   | –   |
| Aymoré Moreira          | 1954 – 1957  | | –   | –   | –   | –   |
| Cláudio Cardoso         | 1955         | | 116 | 71  | 21  | 24  |
| Ventura Cambón          | 1955 – 1956  | | –   | –   | –   | –   |
| Ventura Cambón          | 1957         | | 248 | 133 | 49  | 66  |
| Mário Vianna            | 1957 – 1958  | | 16  | 4   | 4   | 8   |
| Canhotinho              | 1958         | | 1   | 1   | 0   | 0   |
| Osvaldo Brandão         | 1958 – 1960  | 1959: Campeão do Campeonato Paulista 1960: Campeão do Campeonato Brasileiro | –   | –   | –   | –   |
| Armando Renganeschi     | 1961         | | 57  | 32  | 13  | 12  |
| Maurício Cardoso        | 1961 – 1962  | | 69  | 42  | 10  | 17  |
| Geninho                 | 1962 – 1963  | | 61  | 37  | 14  | 10  |
| Mário Travaglini        | 1963         | | –   | –   | –   | –   |
| Sylvio Pirillo          | 1963 – 1964  | 1963: Campeão do Campeonato Paulista | 48  | 26  | 9   | 13  |
| Mário Travaglini        | 1964         | | –   | –   | –   | –   |
| Filpo Núñez             | 1964 – 1965  | 1965: Campeão do Torneio Rio-São Paulo | –   | –   | –   | –   |
| Mário Travaglini        | 1965 – 1966  | | –   | –   | –   | –   |
| Fleitas Solich          | 1966         | | 35  | 20  | 8   | 7   |
| Mário Travaglini        | 1966         | 1966: Campeão do Campeonato Paulista | –   | –   | –   | –   |
| Aymoré Moreira          | 1967         | 1967: Campeão do Campeonato Brasileiro (Robertão) | 193 | 95  | 44  | 54  |
| Mário Travaglini        | 1967 – 1968  | 1967: Campeão do Campeonato Brasileiro (Taça Brasil) | –   | –   | –   | –   |
| Julinho Botelho         | 1968         | | –   | –   | –   | –   |
| Alfredo González        | 1968         | | 14  | 6   | 1   | 7   |
| Filpo Núñez             | 1968 – 1969  | | –   | –   | –   | –   |
| Julinho Botelho         | 1969         | | 14  | 6   | 4   | 4   |
| Rubens Minelli          | 1969 – 1971  | 1969: Campeão do Campeonato Brasileiro e do Troféu Ramón de Carranza | –   | –   | –   | –   |
| Mário Travaglini        | 1971         | | –   | –   | –   | –   |
| Osvaldo Brandão         | 1971 – 1975  | 1972: Campeão do Campeonato Paulista e do Campeonato Brasileiro 1973: Campeão do Campeonato Brasileiro 1974: Campeão do Campeonato Paulista e do Troféu Ramón de Carranza | –   | –   | –   | –   |
| Hélio Maffia            | 1972         | | –   | –   | –   | –   |
| Valdir de Moraes        | 1973         | | –   | –   | –   | –   |
| Hélio Maffia            | 1973         | | –   | –   | –   | –   |
| Valdir de Moraes        | 1974         | | –   | –   | –   | –   |
| Hélio Maffia            | 1974         | | –   | –   | –   | –   |
| Valdir de Moraes        | 1975         | | –   | –   | –   | –   |
| Dino Sani               | 1975 – 1976  | 1975: Campeão do Troféu Ramón de Carranza | 50  | 21  | 21  | 8   |
| Dudu                    | 1976 – 1977  | 1976: Campeão do Campeonato Paulista | –   | –   | –   | –   |
| Hélio Maffia            | 1977         | | –   | –   | –   | –   |
| Jorge Vieira            | 1977 – 1978  | | –   | –   | –   | –   |
| Valdir de Moraes        | 1978         | | –   | –   | –   | –   |
| Filpo Núñez             | 1978 – 1979  | | 154 | 94  | 27  | 33  |
| Telê Santana            | 1979 – 1980  | | 97  | 49  | 27  | 21  |
| Sérgio Clérici          | 1980         | | 11  | 4   | 3   | 4   |
| Diede Lameiro           | 1980         | | 15  | 3   | 8   | 4   |
| Valdir de Moraes        | 1980         | | 28  | 11  | 8   | 9   |
| Osvaldo Brandão         | 1980         | | 580 | 335 | 151 | 94  |
| Jorge Vieira            | 1981         | | 104 | 41  | 41  | 22  |
| Fedato                  | 1981         | | –   | –   | –   | –   |
| Dudu                    | 1981         | | –   | –   | –   | –   |
| Moraci Sant’Anna        | 1982         | | 5   | 2   | 2   | 1   |
| Paulinho de Almeida     | 1982         | | 17  | 6   | 7   | 4   |
| Fedato                  | 1982         | | –   | –   | –   | –   |
| Rubens Minelli          | 1982 – 1983  | | –   | –   | –   | –   |
| Carlos Alberto Silva    | 1984         | | –   | –   | –   | –   |
| Mário Travaglini        | 1984         | | –   | –   | –   | –   |
| Fedato                  | 1984 – 1985  | | 65  | 26  | 22  | 17  |
| Chinesinho              | 1985         | | 14  | 5   | 6   | 3   |
| Mário Travaglini        | 1985         | | 178 | 96  | 45  | 37  |
| Vicente Arenari         | 1985 – 1986  | | 20  | 7   | 6   | 7   |
| Castilho                | 1986         | | 25  | 12  | 7   | 6   |
| Minuca                  | 1986         | | –   | –   | –   | –   |
| Hélio Maffia            | 1986         | | 6   | 2   | 1   | 3   |
| José Luiz Carbone       | 1986 – 1987  | | 58  | 22  | 22  | 14  |
| Valdemar Carabina       | 1987         | | 41  | 16  | 18  | 7   |
| Minuca                  | 1987         | | 2   | 2   | 0   | 0   |
| Rubens Minelli          | 1987 – 1988  | | 247 | 115 | 83  | 49  |
| Ênio Andrade            | 1988         | | 44  | 15  | 17  | 12  |
| João Avelino            | 1988         | | 1   | 0   | 0   | 1   |
| Tata                    | 1989         | | 3   | 2   | 0   | 1   |
| Emerson Leão            | 1989         | | –   | –   | –   | –   |
| Telê Santana            | 1990         | | –   | –   | –   | –   |
| Jair Pereira            | 1990         | | 23  | 13  | 5   | 5   |
| Dudu                    | 1990 – 1991  | 1991: Campeão da Copa Euro-América | 142 | 75  | 45  | 22  |
| Paulo César Carpegiani  | 1991         | | 12  | 3   | 6   | 3   |
| João Paulo Medina       | 1991         | | 2   | 2   | 0   | 0   |
| Nelsinho Baptista       | 1991 – 1992  | | 80  | 42  | 18  | 20  |
| Raul Pratalli           | 1992         | | 3   | 1   | 0   | 2   |
| Otacílio Gonçalves      | 1992 – 1993  | | 58  | 33  | 13  | 12  |
| Vanderlei Luxemburgo    | 1993 – 1994  | 1993: Campeão do Campeonato Paulista, do Torneio Rio-São Paulo e do Campeonato Brasileiro 1994: Campeão do Campeonato Paulista e do Campeonato Brasileiro | –   | –   | –   | –   |
| Niltinho                | 1994         | | 5   | 1   | 2   | 2   |
| Walmir Cruz             | 1994         | | 6   | 6   | 0   | 0   |
| Valdir Espinosa         | 1995         | | 34  | 16  | 9   | 9   |
| Carlos Alberto Silva    | 1995         | | 51  | 23  | 16  | 12  |
| Márcio Araújo           | 1995         | | –   | –   | –   | –   |
| Vanderlei Luxemburgo    | 1995 – 1996  | 1996: Campeão da Copa Euro-América e do Campeonato Paulista | –   | –   | –   | –   |
| Sebastião Lapola        | 1997         | | 2   | 0   | 0   | 2   |
| Márcio Araújo           | 1997         | | –   | –   | –   | –   |
| Telê Santana            | 1997         | | –   | –   | –   | –   |
| Luiz Felipe Scolari     | 1997 – 2000  | 1997: Campeão da Taça Maria Quitéria e do Troféu Naranja 1998: Campeão da Copa do Brasil e da Copa Mercosul 1999: Campeão da Copa Libertadores da América 2000: Torneio Rio-São Paulo | –   | –   | –   | –   |
| Murtosa                 | 2000         | Campeão da Copa dos Campeões | –   | –   | –   | –   |
| Marco Aurélio           | 2000 – 2001  | | 51  | 20  | 15  | 16  |
| Celso Roth              | 2001         | | 49  | 25  | 11  | 13  |
| Márcio Araújo           | 2001         | | 48  | 24  | 11  | 13  |
| Vanderlei Luxemburgo    | 2002         | | –   | –   | –   | –   |
| Karmino Colombini       | 2002         | | 1   | 0   | 1   | 0   |
| Paulo César Gusmão      | 2002         | | 1   | 0   | 1   | 0   |
| Murtosa                 | 2002         | | –   | –   | –   | –   |
| Levir Culpi             | 2002         | | 18  | 5   | 6   | 7   |
| Jair Picerni            | 2003 – 2004  | 2003: Campeão do Campeonato Brasileiro - Série B e classificado à Série A de 2004 | –   | –   | –   | –   |
| Wilson Macarrão         | 2004         | | –   | –   | –   | –   |
| Estevam Soares          | 2004 – 2005  | | 47  | 23  | 13  | 11  |
| Paulo Bonamigo          | 2005         | | 16  | 5   | 2   | 9   |
| Candinho                | 2005         | | 16  | 5   | 5   | 6   |
| Wilson Macarrão         | 2005         | | 2   | 1   | 0   | 1   |
| Emerson Leão            | 2005 – 2006  | | 114 | 57  | 35  | 22  |
| Marcelo Vilar           | 2006         | | 12  | 2   | 3   | 7   |
| Tite                    | 2006         | | 20  | 8   | 5   | 7   |
| Jair Picerni            | 2006         | | 84  | 44  | 24  | 16  |
| Caio Júnior             | 2007         | | 60  | 28  | 15  | 17  |
| Nei Pandolfo            | 2008         | | 1   | 0   | 0   | 1   |
| Vanderlei Luxemburgo    | 2008 – 2009  | 2008: Campeão do Campeonato Paulista | 367 | 221 | 81  | 65  |
| Jorginho                | 2009         | | 7   | 5   | 1   | 1   |
| Muricy Ramalho          | 2009 – 2010  | | 34  | 13  | 11  | 10  |
| Antônio Carlos Zago     | 2010         | | 19  | 9   | 5   | 5   |
| Parraga                 | 2010         | | 5   | 1   | 2   | 2   |
| Luiz Felipe Scolari     | 2010 – 2012  | 2012: Campeão da Copa do Brasil | 408 | 192 | 111 | 105 |
| Murtosa                 | 2010 – 2012  | | 24  | 12  | 4   | 8   |
| Narciso                 | 2012         | | 1   | 0   | 0   | 1   |
| Gilson Kleina           | 2012 – 2014  | 2013: Campeão do Campeonato Brasileiro - Série B e classificado à Série A de 2014 | 105 | 56  | 20  | 29  |
| Juninho                 | 2013         | | 1   | 1   | 0   | 0   |
| Alberto Valentim        | 2014         | | 7   | 4   | 1   | 2   |
| Ricardo Gareca          | 2014         | | 13  | 4   | 1   | 8   |
| Alberto Valentim        | 2014         | | 1   | 0   | 0   | 1   |
| Dorival Júnior          | 2014         | | 20  | 6   | 5   | 9   |
| Oswaldo de Oliveira     | 2015         | | 31  | 17  | 7   | 7   |
| Alberto Valentim        | 2015         | | 1   | 1   | 0   | 0   |
| Marcelo Oliveira        | 2015 – 2016  | 2015: Campeão da Copa do Brasil | 53  | 24  | 11  | 18  |
| Alberto Valentim        | 2016         | | 1   | 1   | 0   | 0   |
| Cuca                    | 2016         | 2016: Campeão do Campeonato Brasileiro | 53  | 30  | 11  | 12  |
| Eduardo Baptista        | 2017         | | 23  | 14  | 4   | 5   |
| Cuca                    | 2017         | | 34  | 16  | 7   | 11  |
| Alberto Valentim        | 2017         | | 11  | 6   | 1   | 4   |
| Roger Machado           | 2018         | | 44  | 27  | 9   | 8   |
| Luiz Felipe Scolari     | 2018 – 2019  | 2018: Campeão do Campeonato Brasileiro | 77  | 46  | 21  | 10  |
| Mano Menezes            | 2019         | | 20  | 11  | 5   | 4   |
| Andrey Lopes            | 2019         | | 2   | 2   | 0   | 0   |
| Vanderlei Luxemburgo    | 2019 – 2020  | 2020: Campeão do Campeonato Paulista | 38  | 18  | 15  | 5   |
| Andrey Lopes            | 2020         | | 4   | 3   | 0   | 1   |
| Abel Ferreira           | 2020 – Atual | 2020: Campeão da Copa Libertadores da América e da Copa do Brasil 2021: Campeão da Copa Libertadores da América 2022: Campeão da Recopa Sul-Americana, Campeonato Paulista e Campeonato Brasileiro 2023: Campeão da Supercopa do Brasil, Campeonato Paulista e Campeonato Brasileiro 2024: Campeão do Campeonato Paulista | 246 | 144 | 58  | 44  |

## Mais títulos
Treinadores com mais títulos oficiais.
| Pos. | nº | Nome                 | Internacionais                             | Nacionais                                                          | Estaduais |
| ---- | -- | -------------------- | ------------------------------------------ | ------------------------------------------------------------------ | --- |
| 1º   | 10 | Oswaldo Brandão      |                                            | - Brasileiro: 1960, 1972 e 1973                                    | - Paulista: 1947, 1959, 1972 e 1974 - Cidade de São Paulo: 1946 - Torneio Início: 1946 - Laudo Natel: 1972      |
| 1º   | 10 | Abel Ferreira        | - Libertadores: 2020 e 2021 - Recopa: 2022 | - Brasileiro: 2022 e 2023 - Copa do Brasil: 2020 - Supercopa: 2023 | - Paulista: 2022, 2023 e 2024                                                                                   |
| 3º   | 8  | Vanderlei Luxemburgo |                                            | - Brasileiro: 1993 e 1994                                          | - Torneio Rio–São Paulo: 1993 - Paulista:1993, 1994, 1996, 2008 e 2020                                          |
| 4º   | 7  | Ventura Cambon       | - Copa Rio Internacional: 1951             |                                                                    | - Torneio Rio-São Paulo: 1951 - Paulista: 1944 e 1950 - Torneio Início: 1939 - Cidade de São Paulo: 1945 e 1951 |
| 5º   | 6  | Luiz Felipe Scolari  | - Libertadores: 1999 - Copa Mercosul: 1998 | - Campeonato Brasileiro: 2018 - Copa do Brasil: 1998, 2012         | - Torneio Rio-São Paulo: 2000                                                                                   |
| 6º   | 4  | Humberto Cabelli     |                                            |                                                                    | - Torneio Rio-São Paulo: 1933 - Campeonato Paulista: 1932, 1933 e 1934                                          |